# 皮斯托亞
皮斯托亞（義大利語：Pistoia）是位於義大利托斯卡納大區皮斯托亞省的一個城市。距佛羅倫斯約有30公里的距離。

## 歷史
上古時代皮斯托亞已有人聚居，主要是高盧人、利古里亞人和伊特魯里亞人居住。公元前六世紀被羅馬人征服。
中世紀起皮斯托亞已是宗教重城；1177年獲得了自治地位。

## 地理
屬平原地區，翁布羅內河流經。

## 經濟
有一些機械公司於皮斯托亞設廠，其中最突出者為安薩爾多百瑞達。

## 景點
- 聖母謙遜之母聖殿
- 城外圣若望堂
- 切皮醫院

## 交通

### 鐵路
- 皮斯托亞火車站：通往佛羅倫斯、博洛尼亞和海濱城鎮維亞雷焦

## 著名人物
- 教宗克雷芒九世（1600－1669）
- 恩里科·貝蒂（1823－1892）：數學家
- 焦蘇埃·卡爾杜奇（1835－1907）：詩人

## 友好城市
- 羅馬尼亞奧內什蒂
- 塞爾維亞克魯舍瓦茨
- 法國波城
- 德國齊陶
- 日本白川町

## 圖片

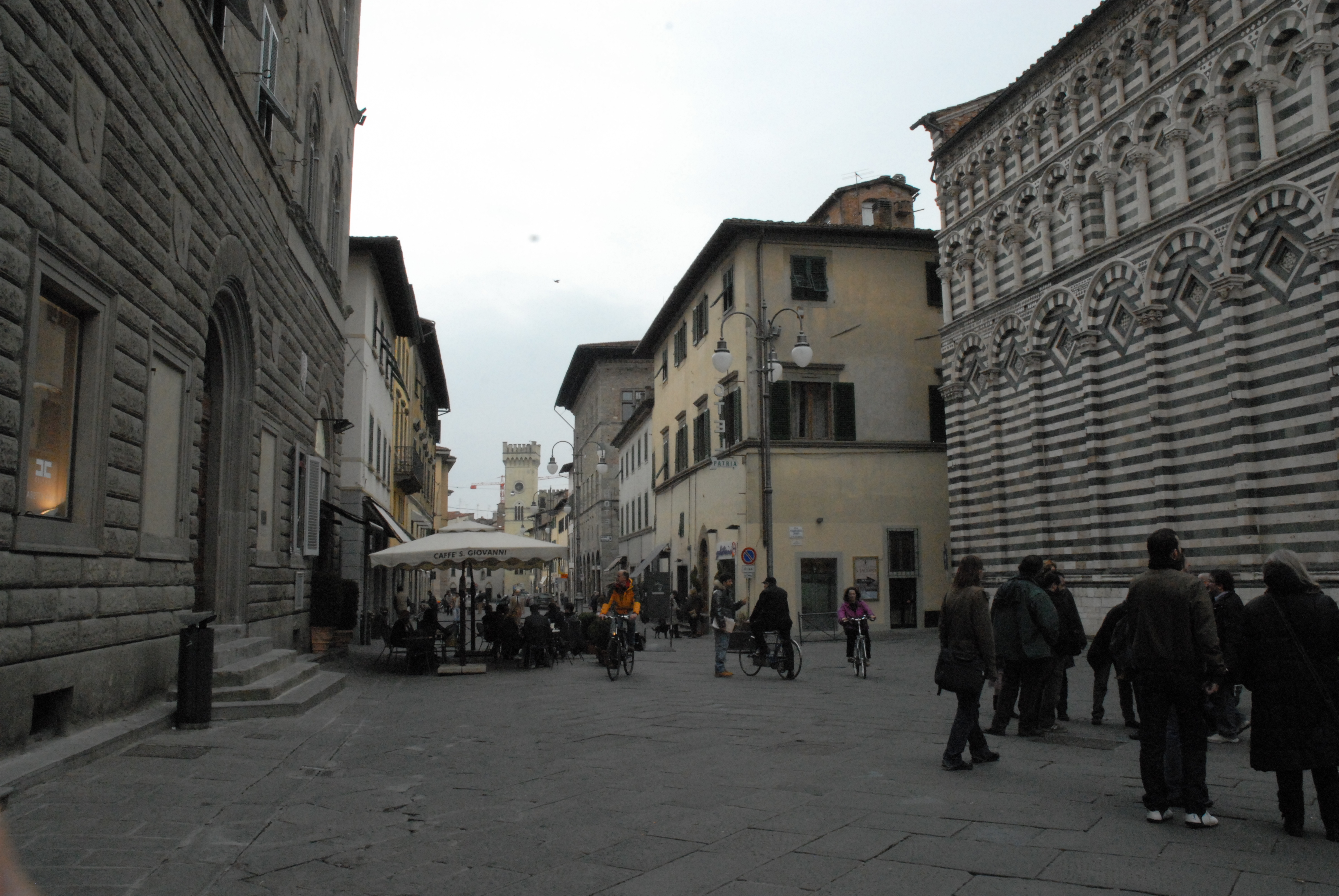
一處街景
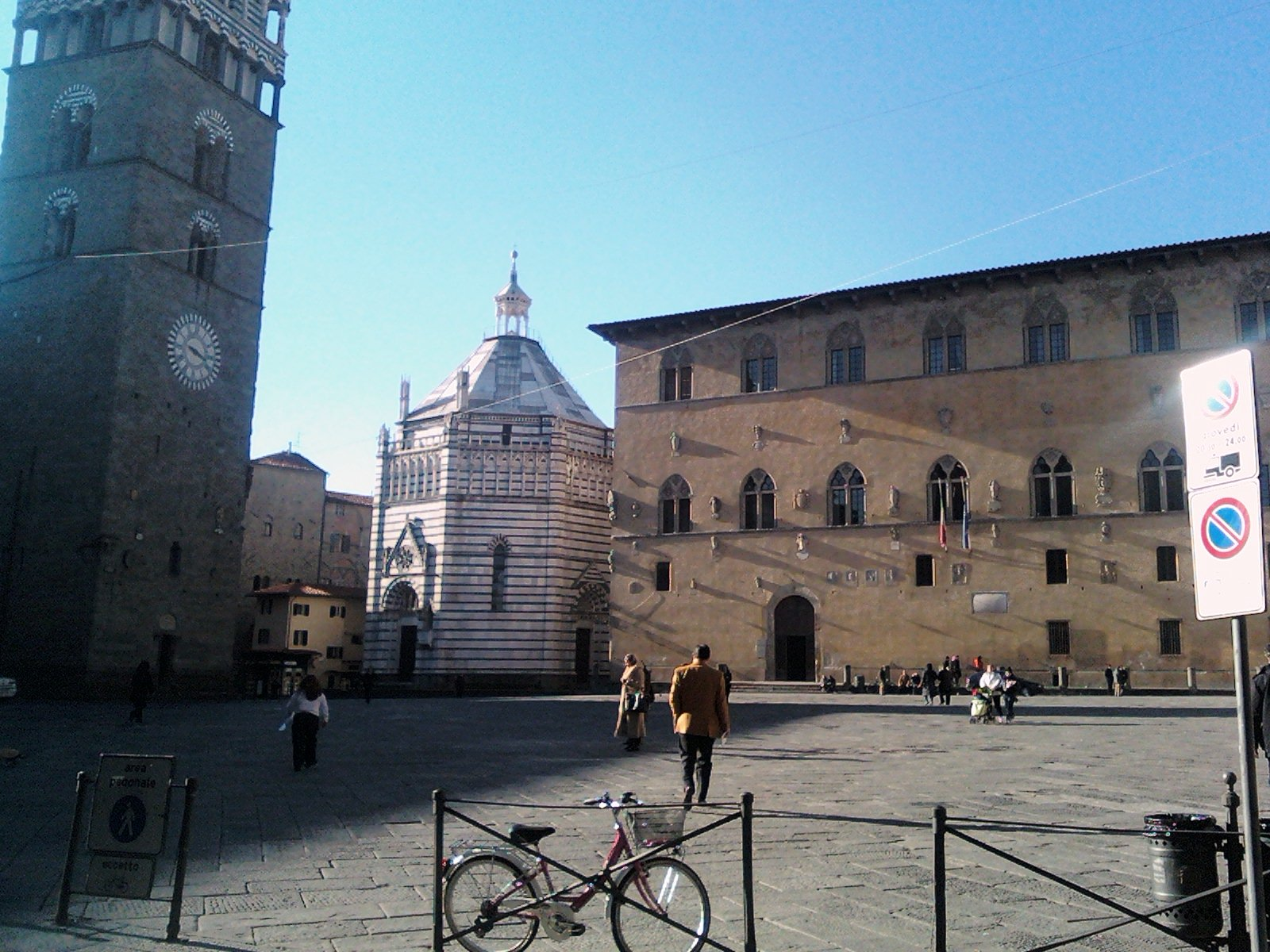
廣場一景
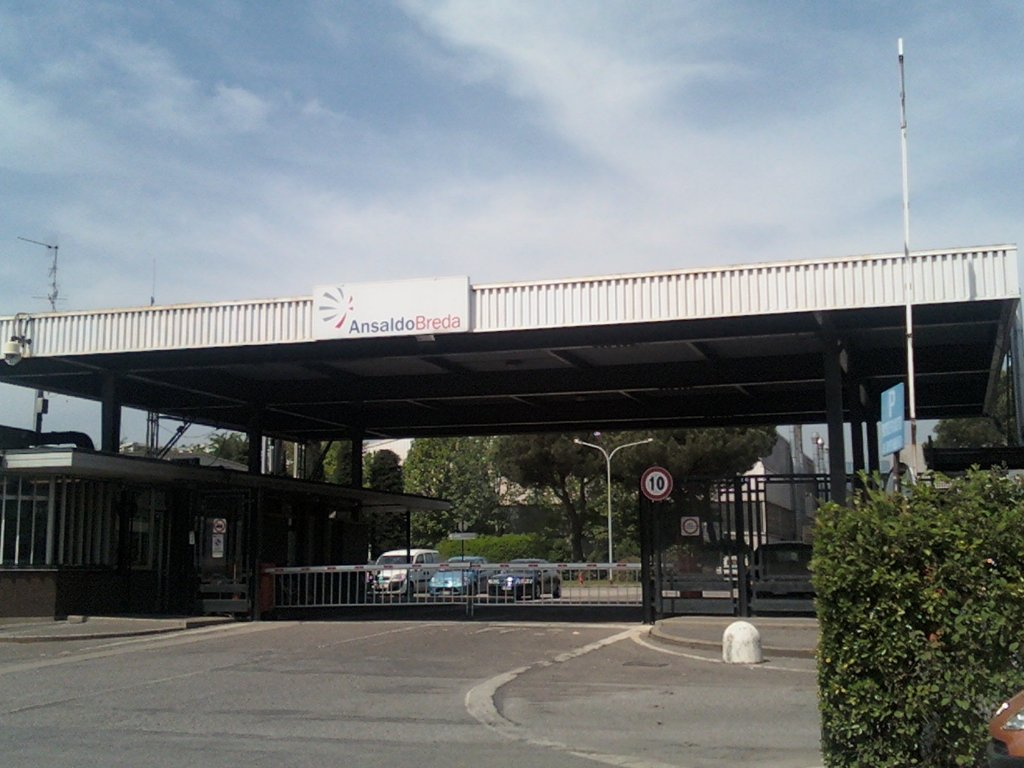
安薩爾多百瑞達廠房

## 外部連結
- Comune di Pistoia （页面存档备份，存于）
- Pistoia Tourist Consortium: lots of information and city map download[永久]
- Pistoia Blues Festival （页面存档备份，存于）
- Virtual Tour of the City （页面存档备份，存于）